# Troista Turnia
Troista Turnia (słow. Trojča, niem. Dreispitz, węg. Hármasiker-torony) – turnia znajdująca się w północno-zachodniej grani Hrubej Turni w słowackiej części Tatr Wysokich. Od południowego wschodu sąsiaduje ona z Hrubą Turnią i oddzielona jest od niej Hrubą Przełęczą, a od Zadniej Hrubej Czuby na północnym zachodzie oddziela ją siodło Troistej Przełączki. Na wierzchołek Troistej Turni, podobnie jak na inne okoliczne obiekty, nie prowadzą żadne znakowane szlaki turystyczne.
Troista Turnia jest charakterystyczną, trójwierzchołkową turnią składającą się z trzech zębów skalnych. Jej polskie, słowackie i niemieckie nazewnictwo pochodzi od tychże wierzchołków.
Pierwszego wejścia taternickiego na wierzchołek Troistej Turni, podczas przejścia północno-zachodniej grani Hrubej Turni, dokonali najprawdopodobniej Alfréd Grósz i Gyula Hefty, a było to 29 sierpnia 1912 r.